# 수원시·화성군
수원시·화성군은 대한민국의 옛 국회의원 선거구이다. 당시 경기도 수원시와 화성군 지역을 관할했다.

## 역사
제9대 국회의원 선거를 앞두고 수원시 선거구와 화성군 선거구가 통합되면서 신설되었다.
제13대 국회의원 선거를 앞두고 수원시 갑, 수원시 을, 화성군 선거구로 각각 분리되면서 폐지되었다.

## 역대 국회의원
| 선거   | 정당 | 정당       | 1위 의원 | 정당 | 정당       | 2위 의원 |
| ------ | ---- | ---------- | -------- | ---- | ---------- | -------- |
| 1973년 |      | 민주공화당 | 이병희   |      | 신민당     | 김형일   |
| 1978년 |      | 민주공화당 | 이병희   |      | 신민당     | 유용근   |
| 1981년 |      | 민주정의당 | 이병직   |      | 민주한국당 | 유용근   |
| 1985년 |      | 민주정의당 | 이병직   |      | 신한민주당 | 박왕식   |

## 역대 선거 결과

### 대한민국 제9대 국회의원 선거
|  | 52.39% |

|  | 41.74% |

|  | 5.85% |

### 대한민국 제10대 국회의원 선거
|  | 33.24% |

|  | 25.92% |

|  | 10.39% |

|  | 10.21% |

|  | 5.18% |

|  | 3.84% |

|  | 3.57% |

|  | 2.51% |

|  | 2.50% |

|  | 1.43% |

|  | 1.15% |

### 대한민국 제11대 국회의원 선거
|  | 32.15% |

|  | 24.75% |

|  | 23.04% |

|  | 5.55% |

|  | 4.26% |

|  | 4.11% |

|  | 3.20% |

|  | 2.90% |

### 대한민국 제12대 국회의원 선거
|  | 31.45% |

|  | 30.58% |

|  | 26.34% |

|  | 11.61% |